# Strehaia
Strehaia é uma cidade da Romênia com 12.564 habitantes, localizada no judeţ (distrito) de Mehedinţi.